# کارلوس آدریانو
کارلوس آدریانو (انگلیسی: Carlo Adriano؛ زادهٔ ۱۲ فوریهٔ ۲۰۰۱) بازیکن فوتبال است که در پست هافبک میانی برای ویارئال بازی می‌کند.
وی همچنین در تیم ملی فوتبال زیر ۱۹ سال اسپانیا بازی کرده‌است.